# Сожурне Трус
Сожурне Трус або Соджернер Трут (англ. Sojourner Truth, при народженні: Ізабелла Бомфрі; нар. 1797 — пом. 26 листопада 1884) — американська ораторка, піонерка фемінізму та аболіціоністка, що зробила значний внесок у боротьбу за права жінок. Її виступи і концепція справедливості були популяризовані білими феміністками, а сама Трут набула символічного статусу «праматері» темношкірих жінок. Канонізована англіканською церквою. Вшанована на Поверсі спадщини Джуді Чикаго.

## Життєпис
Народилася у Суорткіллі, Нью-Йорк у 1797 однією з 13 дітей Джеймса і Елізабет Бомфрі, рабів полковника Гарденберга. Після смерті полковника уся його власність, у тому числі раби, перейшла до його сина Чарльза Гарденберга. 
У 1806 Гарденберг продав Бомфрі за $100 Джону Нілі. До того, як її продали, Бомфрі говорила лише нідерландською.
У рабстві Бомфрі пройшла через багато випробувань і принижень, згадуючи Нілі як жорстоку і жорстку людину, який щоденно ґвалтував і бив її. У 1808 році Нілі продав Бомфрі за $105 утримувачу таверни Мартінусу Шіверу, там вона служила 18 місяців. Шівер продав її у 1810 за $175 Джону Дюмону. Четвертий господар ставився до неї більш приязно, проте його дружина робила усе, щоб ускладнити її існування.
Приблизно у 1815 році Бомфрі закохалася у раба Роберта, що належав власнику сусідньої ферми. Власник ферми припинив ці стосунки, адже якби у рабів народилися діти, то вони належали б власнику Бомфрі . У 1817 році Бомфрі змусили одружитися з рабом Томасом. Народила п’ятьох дітей: Діану, Елізабет, Ганну, Пітера і Софію.
У 1826 році Бомфрі втекла з рабства з донькою Софією. Знайшла притулок у сім’ї квакерів нідерландсько-американського походження Ісаака і Марії Ван Вагенер, стала в них служницею. Ці люди допомогли добитися законної свободи для її сина, дали їй своє прізвище, і Сожурне Ізабелла Бомфрі стала Ізабеллою Ван Вагенер.

## Діяльність
Трус була дуже енергійною і працювала зі священиком, допомагаючи йому обертати жінок у проституції в християнство. Жила вона в одному з будинків общини. Її охрестили і дали ім’я «Сожурне Трус», оскільки вона чула містичні голоси й мала видіння (thuth, правда). Щоб розповісти людям про їх зміст, виступала з лекціями і релігійними співами і проповідувала аболіціонізм у багатьох штатах протягом трьох десятиліть.
Заручившись підтримкою Елізабет Кейді Стентон, Трус стала виступати за рівноправ’я жінок. Вона написала про своє життя в книзі «Історія Сожурне Трус» (1830). Це автобіографічне оповідання, записане і видане Олівером Тілбертом. Трус усе життя була неграмотною і говорила англійською з сильним нідерландським акцентом.

## "А хіба ж я не жінка?"
Подейкують, що коли на з'їзді з боротьби за жіноче рівноправ'я Трус звинуватили в тому, що насправді вона — чоловік, ораторка публічно оголила груди. А її відповідь чоловікові, який сказав, що жінки — слабка стать, стала легендарною: 
|  | Ну що ж, дітки, не все добре там, де здіймається багато шуму. Думаю, скоро білим чоловікам буде непереливки від того, що вони, як між двох вогнів, опинились між чорними з Півдня і білими жінками з Півночі — і ті, і інші товкмачать про свої права. Але про що ми всі тут говоримо? Той чоловік сказав, що жінки потребують допомоги, щоб сісти в екіпаж або перейти через баюру, або зайняти зручніше місце. Ніхто й ніколи не допомагав мені сідати до екіпажу, не переносив через калюжі і не поступався місцем! А хіба ж я не жінка? Подивіться на мене! Подивіться на мої руки! Я орала, сіяла і збирала врожай, і жоден чоловік не робив це швидше і краще за мене! А хіба ж я не жінка? Я могла працювати нарівні з чоловіком і їсти як чоловік — коли у мене було що їсти! І я терпіла удари батогом нарівні з чоловіком — а хіба ж я не жінка? Я народила тринадцять дітей і бачила, як майже всіх їх продавали до рабства, і коли я ридала, виплакуючи своє горе матері, хто, окрім Бога, чув мене? А хіба ж я не жінка? А потім вони говорять про цей… в голові… як вони його називають? (хтось із залу шепоче: „Інтелект“) О так, любий. І як це пов'язано з правами жінок і чорних? Якщо моя головешка вміщує пінту, а ваша кварту, хіба справедливо з вашого боку не давати мені наповнити хоча б мою половину кварти? А потім онтой низенький чоловік у чорному каже, що жінки не можуть мати ті ж права, що й чоловіки, тому що Ісус не був жінкою! А як Ісус з'явився? Звідки він прийшов? Він прийшов від Бога і жінки! І чоловіки тут ні до чого. Якщо перша створена Богом жінка була досить сильною, щоб самотужки перевернути світ, то ці жінки всі разом зможуть поставити світ з голови на ноги і знову привести його до ладу! І якщо вже вони про це просять, то краще чоловікам дозволити їм це зробити. Дякую за те, що мене вислухали, більше старенькій Сожурне нічого сказати. |

## Пам'ять
- На честь Сожурне Трус названо марсохід «Соджорнер»[20].
- Астероїд 249521 Трус названо на честь активістки.
- Внесена до Національної зали слави жінок США.

## Канонізація
Англіканська свята. Її пам'ять разом з Елізабет Кеді Стентон, Амелією Блумер і Гаррієт Росс Табмен у календарі святих Єпископальної церкви вшановується 20 липня.